# Mando Diao
Mando Diao é uma banda de rock alternativo formada em 2001 com origem em Borlänge, no centro-norte da Suécia. A banda ganhou fama após o lançamento do segundo álbum Hurricane Bar .  

## Membros
- Björn Dixgård - vocal, guitarra. 1999
- Carl-Johan Fogelklou - baixo. 1999
- Daniel Haglund - teclado, órgão. 1999-2003; 2011
- Patrik Heikinpieti - bateria. 2011
- Jens Siverstedt - guitarra, vocal. 2015

### Ex membros
- Gustaf Norén - vocal, guitarra. 1999-2015
- Mats Björke - teclado, órgão. 2003-2015
- Samuel Giers - bateria. 1999-2011

## História
Em 1995 Björn Dixgård e o antigo membro do Mando Diao  Daniel Haglund tocavam em uma banda chamada Butler. Com membros da banda trocando ao longo de 4 anos, Björn e Daniel decidiram levar o projeto mais a sério. Björn e Gustaf Norém se trancaram em uma casa de verão e passaram 14 meses escrevendo músicas. Segundo os dois, Beatles foi sua fonte de inspiração. Gustaf se juntou ao line-up após Björn ter falando sobre a banda a noite inteira. Os dois nomearam a banda de Mando Diao, que segundo a banda não tem significado especial, apenas que em um sonho de Björn um homem teria chamado-o e gritado "Mando Diao!".
Agora nomeado o Mando Diao fez sua primeira performance pública em um clube da sua cidade natal Borlänge, em 1999. Um escritor local decreveu em um artigo a melhor banda desconhecida que ja tinha visto. Logo em seguida a banda assinou contrato com a gravadora EMI Suécia. 
Em 2002 seu primeiro álbum foi lançado na Suécia Bring 'Em In. A partir de 2004, a banda é aclamada com entusiasmo pela imprensa a música como um dos mais otimistas bandas revelação do ano. O Hurricane Bar foi lançado em 2004. 
Seu terceiro álbum foi lançado em 2006, Ode to Ochrasy. No final de 2006, a banda lançou um DVD chamado "Down in the Past". Ode to Ochrasy foi lançado no Reino Unido através da Nettwerk label em 2 de abril de 2007, em um formato inédito, incluindo 4 faixas bônus.
Em outubro de 2007, a banda lançou seu álbum, Never Seen the Light of day. Seu próximo álbum, Give Me Fire, foi lançado em 13 de fevereiro de 2009. Em 02 de setembro de 2010, eles gravaram um MTV Unplugged concerto na União Film-Studios em Berlim, com participações de Daniel Haglund, Ray Davies, Klaus Voormann, Juliette Lewis e Lana Del Rey . O concerto foi lançado em CD e DVD no final de 2010.
O álbum Infruset foi lançado em 2012 e homenageou o poeta Gustaf Fröding, sendo que todas as músicas foram compostas de seus poemas e adaptadas. Infruset foi bastante repercutido principalmente na Suécia, país de origem da banda. Ainda em 2012, Björn e Gustaf, que fazem parte também do grupo musical alternativo Calígola, lançaram o álbum "Back to Earth".
Um novo álbum chamado Aelita foi lançado em abril 2014. O single "Black Saturday" foi lançado na Suécia em 11 de janeiro. Em contraste com o trabalho anterior, Aelita é voltado para o gênero rock eletrônico. 

## Discografia
Álbuns
- Bring 'Em In (2002)
- Hurricane Bar (2004)
- Ode to Ochrasy (2006)
- Never Seen The Light Of Day (2007)
- Give Me Fire (2009)
- The Malevolence of Mando Diao (2009) (Compilação)
- MTV Unplugged - Above and Beyond (2010) (Ao Vivo)
- Infruset (2012)
- Ghosts & Phantoms (2012) (Compilação)
- Aelita (2014)
- Good Times (2017)
- BANG (2019)
- I solnedgången (2020)

EP
- Motown Blood EP (2002)
- Sheepdog EP (2003)
- Paralyzed EP (US Version) (2004)
- Clean Town EP (Japanese version) (2004)
- Paralyzed EP (2005)
- All the People (2020)

Singles
- Sorrows of an Old Man (2002)
- The Band (2002)
- Sheepdog (2003)
- Clean Town (2004)
- God Knows (2004)
- Paralyzed (UK version) (2004)
- Down In The Past (2005)
- You Can't Steal My Love (UK version) (2005)
- God Knows (UK version) (2005)
- You Can't Steal My Love (2005)
- Long Before Rock 'n' Roll (2006)
- Good Morning, Herr Horst (2006)
- I Said I Could Do Such a Thing (2007)
- Dance With Somebody (2009)
- Gloria (2009)
- Mean Street (2009)
- Strövtåg i hembygden (2012) Versão sueca.

DVD
- Down In The Past (2006)
- MTV Unplugged - Above and Beyond (2010)

## Videografia
- "Sorrows of an Old Man" (2002)
- "The Band" (2002)
- "Sheepdog" (2003)
- "Paralyzed" (2003)
- "Clean Town" (2004)
- "God Knows" (2004)
- "Down In The Past" (2004)
- "You Can't Steal My Love" (2005)
- "Long Before Rock'n'Roll" (2006)
- "Good Morning, Herr Horst" (2006)
- "TV & Me" (2006)
- "Dance With Somebody" (2009)
- "A Matter of Relativity" (2009)